# Фрузинівка
Фрузи́нівка— село в Україні, у Іванківській селищній громаді Вишгородського району (до 1986 р. — Чорнобильського та до 2020 р. — Іванківського) Київської області.

## Розташування
Знаходиться на високому лівому березі річки Тетерів, що за декілька кілометрів впадає в річку Дніпро.
Природне розташування с. Фрузинівка без перебільшення найгарніше серед усіх навколишніх сіл.

## Історія
Поблизу Фрузинівки колись існувало давньоруське місто Оран, яке було знищене під час монголо-татарської навали.
До 1917 р. село Фрузинівка (Подол) належало до «Горностайпольской волости, Радомисльського уєзда Киевской губернии»
Село Фрузинівка до 1886 року мало назву Подол, що підтверджується як документами, так і веснянками, які сільська молодь співала до середини 50-х років 20 століття: "Остер горить, Остер горить
А Київ палає
А наш Подол над рікою
Як золото сяє.
А проклята хочовонька
куплом заростає (село Хочова знаходиться за декілька км від села Фрузинівка вверх по р. Тетерів).
7 (20) листопада 1917 року, відповідно до Третього Універсалу Української Центральної Ради, увійшло до складу Української Народної Республіки.
12 червня 2020 року, відповідно до розпорядження Кабінету Міністрів України № 715-р «Про визначення адміністративних центрів та затвердження територій територіальних громад Київської області», увійшло до складу Іванківської селищної територіальної громади.
19 липня 2020 року, в результаті адміністративно-територіальної реформи та ліквідації Іванківського району, село увійшло до складу новоутвореного Вишгородського району.
З кінця лютого до 1 квітня 2022 року під час російсько-української війни село було окуповане російськими військами.

## Обряди та ритуали в селі
В селі ще до 60-х років 20 століття зберігалося багато стародавніх обрядів та ритуалів: один із них — проводи русалок після свята Трійці, а також пошанування полеглих молодих юнаків. При цьому виконувалися такі пісні: «Проведу русалочок до ямки
А сама вернуся до мамки.
Проведу русалочок до броду
а сама вернуся до роду (додому)»

У збірнику «Огляд могил, валів і городищ» Івана Фундуклея згадується, що у Фрузинівці було знайдено 35 могил і що ніде в Радомишльському повіті (за дореволюційним розподілом) не виявляли стільки захоронень.
У «Сказаниях о населенных местностях Киевской губернии» за 1864 р. Л. Похилевич пише: «Подол в недавнее время присвоено владельцем название Фрузиновка, над Тетеревом, в двух верстах ниже Ораного. Жителей обоего пола всех сословий: православных — 281 и римских католиков — 10. Резиденция помещицы Ефросиньи Искры. Близ деревни находится замок: Оран-город…»
До 1974 р. Фрузинівка входила до Зоринської сільської ради. В селі працювала виробнича бригада колгоспу «Заповіти Ілліча».

## Головні прізвища села
Головні родові прізвища в селі — Плотко (Плотка), Дуборіз, Архипенко, Рудуха, Синозацькі, Злобенко, Наушенко.

## Інфраструктура села
В селі діяв раніше магазин, ФАП, клуб, приватна свиноферма.